# Kedrion
La Kedrion è una casa farmaceutica e chimica italiana. Principalmente produce plasmaderivati, campo in cui è leader italiano, e tra i principali produttori mondiali. È controllata da Andrea Marcucci e Paolo Marcucci.

## Storia
Fu fondata nel 2001 da Guelfo Marcucci in seguito alla ristrutturazione della azienda Sclavo, acquisita per cento miliardi di lire dall'Enimont nel 1990, e di due piccole imprese, la Aima Plasmoderivati di Rieti e la Farma Biogin di Pisa.
Nel 2008 l'azienda decide di quotarsi alla Borsa di Milano ma la richiesta è ritirata quando la forchetta del prezzo è già stata fissata.
Nel 2012 entra nella società la Cassa depositi e prestiti attraverso CDP Equity, con una partecipazione del 25% ed un investimento di circa 100 milioni di euro. Nel 2013 considerano nuovamente una quotazione in Borsa, ma senza esito.
Nel 2019 è il Fondo FSI, controllato sempre da CDP Equity, ad acquisire quasi il 20% della società con un aumento di capitale; la quota di CDP rimane la stessa.
Nel gennaio 2022 Kedrion è acquisito dal colosso inglese del private equity Permira e dal fondo sovrano degli Emirati Arabi Uniti, che contemporaneamente rilevano la britannica Bio Prducts Laboratory, azienda specializzata nella lotta alle malattie rare con un giro d'affari di 400 milioni.
Nell'operazione, completata in settembre e che vede l'unione tra Kedrion e BPL, i Marcucci e FSI restano come soci di minoranza, di un colosso con 1,1 miliardi di ricavi e 4.000 dipendenti sparsi nel mondo.

## Attività
Si occupa della lavorazione del plasma per realizzare plasmaderivati in conto lavoro per il Servizio sanitario nazionale italiano a partire dalle donazioni di sangue e plasma raccolte sul territorio italiano, e si piazza commercialmente in 100 paesi, con sedi produttive in Italia, Ungheria e USA, di cui 26 centri di raccolta plasma. Nel 2019 il fatturato è stato di 808,8 milioni di euro.